# INS Mysore (C60)
O INS Mysore foi um cruzador da classe Fiji, encomendado pela Marinha Indiana em 1957. O navio foi adquirido da Marinha Real Britânica, onde tinha servido na Segunda Guerra Mundial com o nome HMS Nigeria.
Mysore foi o segundo cruzador adquirido pela Índia independente. O cruzador foi encomendado pela Marinha Indiana em agosto de 1957. No símbolo do Mysore, estava retratado uma Águia Mitológica de duas cabeças cujo nome era Gandaberunda, um Brasão das armas nacionais do estado de Mysore.
Em 1959, Mysore colidiu com o contratorpedeiro HMS Hogue da Marinha Real, danificando severamente o casco do Hogue. Em 1969, o navio colidiu com um outro contratorpedeiro de nome INS Rana e com a Fragata INS Beas, resultando em sua desativação em 1972. O Mysore serviu como um cruzador de formação de oficiais. Vários dos oficiais da marinha indiana, conquistaram as suas graduações, comandando este navio. Em Dezembro de 1971,este navio esteve na Frota Ocidental da marinha indiana, liderando um ataque com misseis o porto de Karachi. Mais tarde, a partir de 1975 o Mysore serviu como um cruzador de treinamento para cadetes.
O Mysore foi desativado oficialmente no dia 20 de agosto de 1985, e posteriormente foi desmontado.